# 顾视高

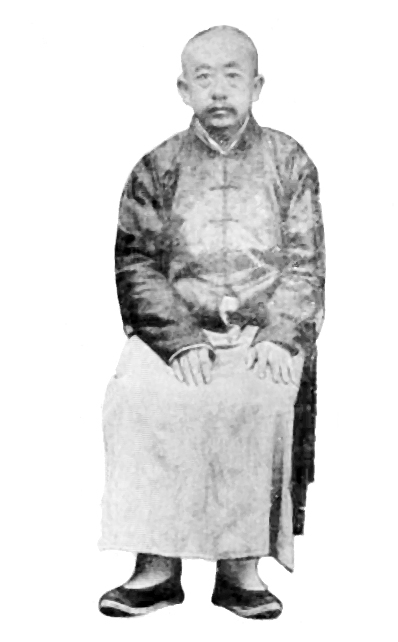

顾视高（1877年—1943年），字渔隐，号仰山，别署漱石居士，云南昆明人。清朝及中华民国政治人物。清光绪年间进士，曾留学日本，历任云南咨议局议员、全国咨政院议员、参议院议员、云南法政学校校长、南军都督府秘书、云南富滇银行行长等职。

## 生平
清朝光绪三年（1877年），顾视高出生于云南省雲南府昆明县。13岁通过院試成为秀才，18岁考入国子监，经廷试授知县。光緒二十九年（1903年），参加癸卯補行辛丑壬寅恩正併科殿試，登第二甲123名，获进士出身，改翰林院庶吉士:98。
光緒三十年（1904年），清政府为增加新进士的法政、理财等实学，设进士馆，附属京师大学堂，顾世高入进士馆学习。光緒三十二年（1906年），留学日本东京法政大学学法律、政治、经济等科。次年（1907年）归国，任翰林院编修、侍讲等职务，并任贵胄学堂教习。光緒三十四年（1908年）回云南，任昆明学务公所咨议。宣统元年（1909年），云南筹办自治，他担任云南谘议局议员兼云南省自治筹备处总办。宣统二年（1910年），集资在蒙自芷村创办宝华锑矿公司，任总理；后当选全国资政院议员，再到北京:98。
中华民国成立后，顾视高又被推举为北京临时参议院议员。民国二年（1913年）秋，返回云南昆明，任云南法政学校校长。民国四年（1915年），護國戰爭爆发，雲南宣布獨立，顾视高被聘为云南军都督府秘书。民国五年（1916年），被任命为富滇银行总理（后改称行长）:95，继而因丧偶辞职，不在参与政治:98。
顾视高退出政界后，曾任东川矿业公司总理、耀龙电灯公司常务董事及个旧锡务公司董事监察等职，曾长期担任云南慈善会董事，并曾以华洋义赈会董事的身份向海内外募款，筑成大板桥至昆明的公路:98。
《昆明县志》为道光年间戴筠帆主持纂修，1919年昆明士绅倡议建局续修，顾视高助陈荣昌为总纂。1930年，顾视高任云南通志馆顾问兼编纂，参与编纂《云南通志》。1935年，陈荣昌逝世，《昆明县志》续修之事搁置。1937年，志书局改组为文献委员会，顾视高被推举为总纂，继续县志续修的后期工作。1939年，《新纂昆明县志》完成付印，顾视高为其撰序:98。此外，顾视高的著作还有《漱石斋诗文集》6卷、《读书记》10卷、《自有斋日记》6卷、《有声集》8卷、《函稿》2卷等:98。
1943年，顾视高逝世。

## 著作
- 新纂昆明县志
- 漱石斋诗文集
- 读书记
- 自反斋日记
- 有声集